# Roberto Osuna
Artikeln följer den spanska namnseden; faderns efternamn är Osuna och moderns efternamn Quintero.

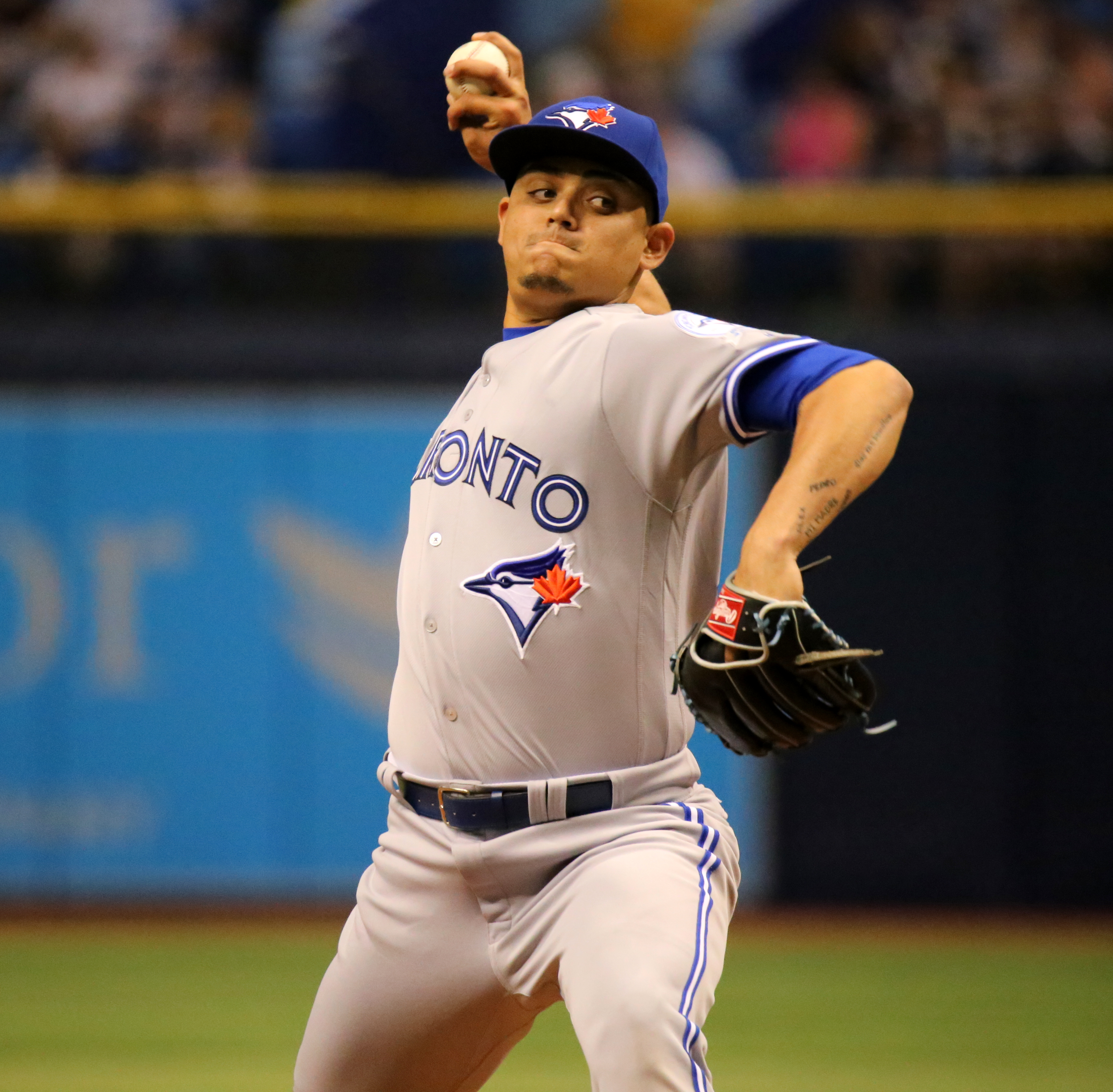
Roberto Osuna, 2016.

Roberto Osuna Quintero, född 7 februari 1995 i Juan Jose Rios i Sinaloa, är en mexikansk professionell basebollspelare som spelar som pitcher för Diablos Rojos del México i Liga Mexicana de Béisbol (LMB). Han har tidigare spelat för Toronto Blue Jays och Houston Astros i Major League Baseball (MLB).
Osuna spelade för det mexikanska basebollandslaget vid 2017 års World Baseball Classic.